# Whit Stillman

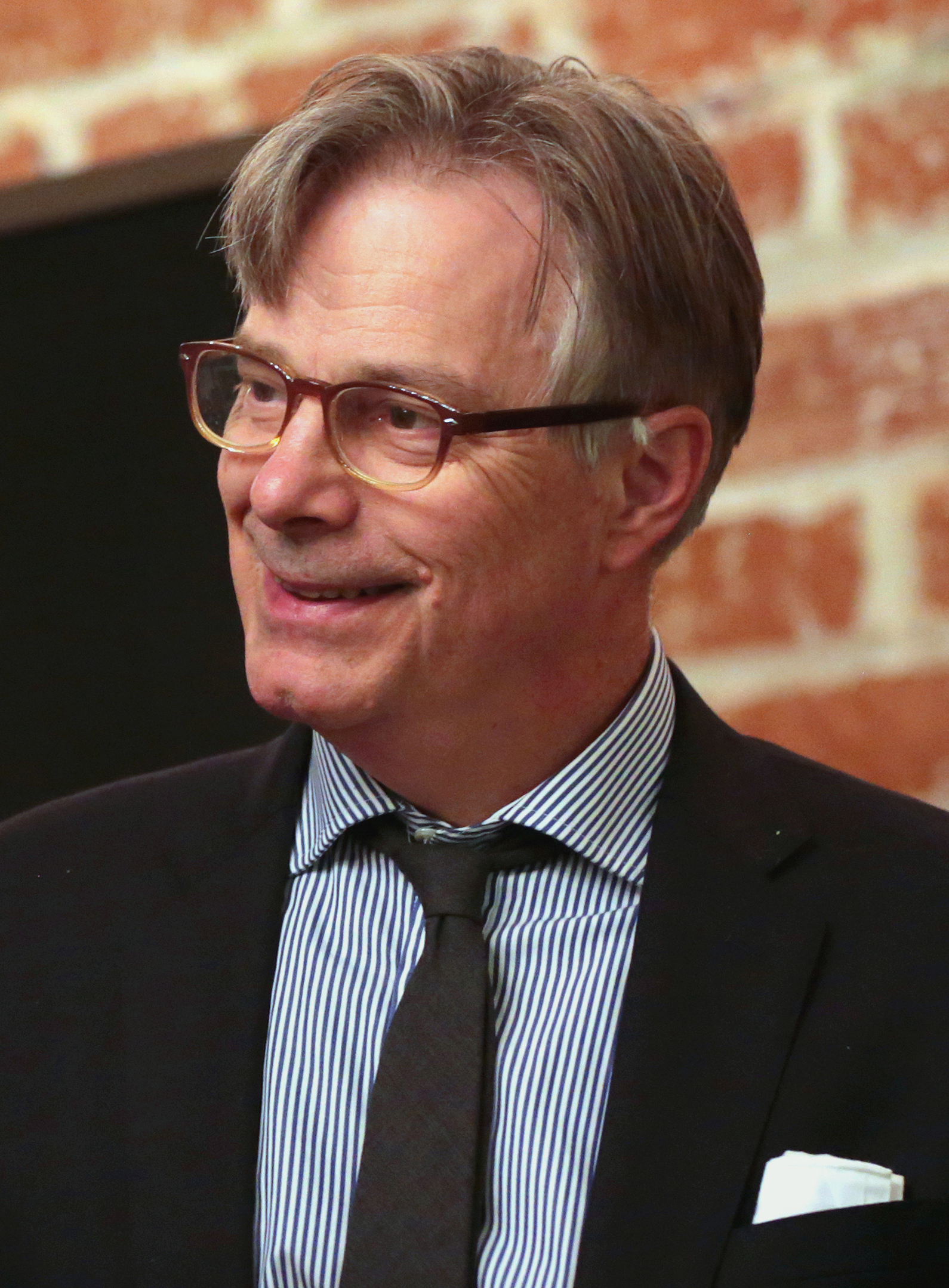
Whit Stillman

Whit Stillman, eg. John Whitney Stillman, född 25 januari 1952 i Washington, D.C., är en amerikansk filmregissör, manusförfattare och producent.
1990 nominerades han till en Oscar i kategorin Bästa originalmanus för manuset till Metropolitan.

## Filmografi i urval
- 1990 – Metropolitan (regissör, manusförfattare och producent)
- 1994 – Barcelona (regissör, manusförfattare och producent)
- 1998 – The Last Days of Disco (regissör, manusförfattare och producent)
- 2011 – Damsels in Distress (regissör, manusförfattare och producent)
- 2016 – Love & Friendship (regissör, manusförfattare och producent)